# Mignon
Mignon è una tragedia lirica in tre atti e 5 quadri di Ambroise Thomas, su libretto di Jules Barbier e Michel Carré tratta da Gli anni di apprendistato di Wilhelm Meister da Goethe, rappresentata per la prima volta all'Opéra-Comique di Parigi il 17 novembre 1866 con Célestine Galli-Marié.

## La nascita dell'opera
I librettisti Barbier e Carré furono all'origine del progetto Mignon. Dopo aver adattato, con il successo conseguente, il Faust da Goethe, essi decisero di trarre un libretto da Wilhelm Meister dello stesso autore. Essi proposero subito il libretto a Meyerbeer, che lo rifiutò, poi a Gounod ed infine ad Ambroise Thomas. Quest'ultimo era conosciuto essenzialmente come compositore di opéra comique che anche se avevano avuto un certo successo non erano mai rimaste in repertorio. Con Mignon, all'età di oltre cinquant'anni, il compositore poté conoscere il trionfo e la fama internazionale, confermata più tardi con Hamlet.
In origine, Mignon fu creata con una conclusione tragica, poiché Mignon, come nel romanzo di Goethe, moriva brutalmente in una festa di villaggio alla vista di Philine. Questa fine urtava la convenzione allora in vigore, e che fu abbandonata solamente con Carmen di Georges Bizet nel 1875, che voleva che l'opéra comique si concludesse in maniera gioiosa. Perciò l'opera, all'epoca delle prime rappresentazioni, fu accolta tiepidamente. «Allora - riporta Barbier - come da persone pratiche quali eravamo, ci dicemmo: ma per rispettare questa scomparsa di Mignon, secondo quanto previsto da Goethe, dobbiamo privarci di 7-800 rappresentazioni? Sarebbe molto meglio farli sposare come comuni borghesi e lasciare la porta aperta alla loro numerosa posterità.» Questo fu fatto ed il lavoro conobbe allora successo travolgente.

## Libretto

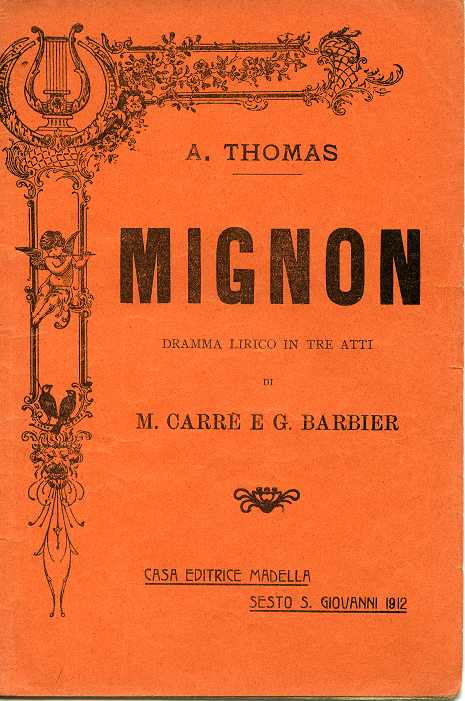
Libretto del 1912 dell'opera
“Mignon”.

### Personaggi
- Mignon, mezzosoprano
- Philine, attrice, soprano
- Wilhelm Meister, studente, tenore
- Lothario, cantante itinerante, bass-baritone
- Frédéric, mezzosoprano
- Laërte, tenore
- Jarno, basso
- Antonio, basso
- Abitanti del villaggio, contadini, bohémiens

## Trama

### Atto I: Nel cortile di una locanda
Davanti agli abitanti del villaggio, un musicista itinerante, Lothario, canta il suo dolore: egli ricerca sua figlia Sperata, scomparsa da molto tempo. Arriva una compagnia di attori diretta dal crudele Jarno, che fa la sua rappresentazione sul tema di due commedianti, la civetta Philine e lo spirituale Laërte. Jarno annuncia che la giovane Mignon eseguirà il celebre « pas des œufs » ma la giovane si rifiuta. Nel momento in cui Jarno sta per picchiarla, un giovane e ricco studente, Wilhelm Meister, s'interpone. Philine è molto interessata al giovane il quale spiega a Laërte che conduce un'esistenza oziosa e gioiosa e che è anche lui interessato a Philine e deciso a conquistarla.
Arriva Mignon, venuta a ringraziare Wilhelm Meister del suo aiuto. Il giovane uomo l'interroga ma ella risponde in modo misterioso, che ignora la sua età, ha perso i suoi genitori, e si ricorda solamente di essere stata rapita in un paese soleggiato, forse l'Italia: e canta l'aria celeberrima “Connais-tu le pays où fleurit l’oranger?”. Commosso per questo racconto, Wilhelm Meister riscatta da Jarno la libertà di Mignon.
Philine ritrova uno dei suoi spasimanti, Federico che è furioso per la presenza di Wilhelm. Laërte porta un invito del barone di Rosenberg, zio di Federico, a dare una rappresentazione nel suo castello.
Mignon vuole seguire Wilhelm Meister; quest'ultimo in un primo momento rifiuta ma finisce per acconsentire a patto che lei si travesta.

### Atto II: Nel boudoir del castello di Rosenberg
Philine si prepara per la rappresentazione di Songe d'une nuit d'été di William Shakespeare. Wilhelm le rende visita in compagnia di Mignon travestita da paggio. Philine si burla di Mignon. Questa decide di abbigliarsi con gli abiti di Philine per sedurre Wilhelm. Quest'ultimo entrando nel camerino di Philine vede Mignon nei panni di Philine e nello stesso tempo entrare Fredreric. I due uomini litigano e Mignon esce dal nascondiglio per dividerli ma Wilhelm, che pensa sia solo una bambina, le chiede di andare via. Arriva Philine che vede Mignon vestita con i suoi abiti. Ella glieli lascia burlandosi ma Mignon se li toglie con rabbia perché è disperata di vedere che Wilhelm ama Philine. Si affida a Lothario che è appena arrivato al castello e che decide di aiutarla a vendicarsi.
Nel parco, Philine trionfa nel suo ruolo di Titania: canta la famosa aria “Je suis Titania la blonde…”. Lothario sopraggiunge come smarrito: ha dato fuoco al castello. Philine manda Mignon a cercare il suo bouquet tra le fiamme e viene salvata da Wilhelm.

### Atto III: Il salone di un palazzo in Italia
Lothario ha condotto Mignon e Wilhelm nel palazzo dei Cipriani. Wilhelm veglia sul sonno della ragazza e contemplandola comprende di esserne innamorato e vuole acquistarle il palazzo. Laërte l'avverte che Philine li ha seguiti e che è là. Mignon si sveglia e Wilhelm le dichiara il suo amore, ma la voce di Philine li interrompe e Mignon sviene.
Lothario entra vestito con un abito magnifico e con un cofanetto in mano rivela loro che il palazzo gli appartiene. Wilhelm e Mignon lo prendono per matto. Lothario offre alla ragazza una sciarpa ricamata, un braccialetto di corallo ed un libro di orazioni, ma Mignon non ha bisogno di aprire il libro per dire la preghiera. Poco a poco, i suoi ricordi ritornano e riconosce il palazzo della sua infanzia. Lothario è suo padre e lei non è altro che Sperata. La ragazza, schiantata dall'emozione, crolla a terra.

## Interpreti
Per la prima rappresentazione dell'opera nel 1866, Mignon beneficiò di una splendida compagnia di canto. L'interpretazione di Célestine Galli-Marié nel ruolo di Mignon, contribuì in maniera notevole al successo dell'opera.

Ella fu attorniata da Marie Cabel (Philine), Léon Achard (Wilhelm) e Charles Aimable Bataille (Lothario).
A Londra, nel 1870, Christina Nilsson, che aveva interpretato il ruolo di Ofelia in Hamlet nel 1868, trionfò nel ruolo di Mignon. Jean-Baptiste Faure interpretò il ruolo di Lothario.
Sigrid Arnoldson fu una delle più celebri Mignon della primi anni del XX secolo. Ella aveva debuttato nel ruolo all'Opera comique nel 1887 e la cantò in tutto il mondo. Nel 1907 celebrò a Dresda la sua 500ª rappresentazione nel ruolo di Mignon. In quella occasione la signora Thomas le scrisse: «voi siete sempre, per me, la Mignon prediletta dal maestro. vous êtes toujours pour moi la Mignon favorite du maître. Vi sono molto riconoscente di essere rimasta fedele a questo poetico ruolo, a questo ruolo in cui avete saputo trovare l'ideale».

## Discografia parziale
- Thomas: Mignon - Wilfrid Pelletier/Risë Stevens/Mimi Benzell/James Melton/Ezio Pinza/Metropolitan Opera Orchestra, 1945 Sony.
- Thomas: Mignon - Giulietta Simionato/Giuseppe Di Stefano/Cesare Siepi/Orchestra e Coro del Palacios de Las Bellas Artes, direttore Guido Picco, Città del Messico, 28 giugno 1949 (cantata in italiano), NAR Classical.
- Thomas: Mignon - Almeida/Horne/Welting/von Stade/Vanzo/Zaccaria/Philharmonia Orchestra, 1977 Sony.